# Lindevangskolen
Lindevangskolen er en folkeskole på P.G. Ramms Alle på Frederiksberg.
Lindevangskolens historie går tilbage til slutningen af 1920'erne.
I slutningen af 1990'erne fik den et dårligt ry for tung social arv. De da omkring 340 elever blev rekrutteret fra karréerne der lå i et område med Frederiksberg Kommunes dårligste og billigste boliger.
I dag har skolen, grundet ændringer i skoledistriktet, en bredere rekruttering samt et stigende elevtal, og den er i nyere tid blevet en mere populær skole på Frederiksberg hvilket også afspejler sig i det stigende elevtal. I maj 2020 var elevtallet på knap 1100 elever, godt 500 børn i SFO'en og en klub, Cassiopeia, der er fællesklub for Lindevangskolen og La Cour Vej skole. Cassiopeia har mere en 500 børn og unge tilmeldt.  Lindevangskolen er dermed Frederiksbergs største skole. At skolen er meget eftertragtet afspejles i en ny og nødvendig større tilbygning mod vest, kaldet "Glashuset", samt en kombineret indskolings og SFO-bygning mod øst.
Skolen har også seks specialklasser til børn og unge kaldet X (før kaldet A Gruppen) med specielle behov. De mest hyppige grunde er autisme og ADHD.
Siden 2019 har Gregers Lau Hansen været skoleleder.
Lindevangskolen er såkaldt "biologisk central" for Frederiksberg Kommune. Eleverne kan låne kæledyr med hjem.
Skolen fik i 2012 en hønsegård.
Forhenværende minister Per Stig Møller gik på skolen fra 1949–1954.
Flere af medlemmerne fra den danske musikgruppe The Minds of 99 mødte hinanden på Lindvangskolen.